# Критерий Поклингтона
Критерий Поклингтона — детерминированный тест на простоту, разработанный Генри Поклингтоном и Дерриком Генри Лемером. Критерий Поклингтона позволяет определять, является ли данное число простым.

## Теорема Поклингтона
Пусть {\displaystyle n=q^{k}R+1} где q — простое число, {\displaystyle k\geqslant 1}. Если существует такое целое число {\displaystyle a}, что {\displaystyle a^{n-1}\equiv 1{\pmod {n}}} и НОД{\displaystyle (a^{{(n-1)}/q}-1,n)=1}, то каждый простой делитель {\displaystyle p} числа {\displaystyle n} имеет вид {\displaystyle p=q^{k}r+1} при некотором натуральном {\displaystyle r}.

### Доказательство
Пусть {\displaystyle p} — простой делитель числа {\displaystyle n}. Тогда из условия теоремы вытекает, что {\displaystyle a^{n-1}=1{\pmod {p}}} и {\displaystyle a^{(n-1)/q}\neq 1{\pmod {p}}}. Отсюда получаем, что порядок {\displaystyle m} элемента {\displaystyle a} по модулю {\displaystyle p} удовлетворяет условиям:{\displaystyle n-1=md}, где {\displaystyle d} — некоторое целое. Допустим, {\displaystyle q} делит {\displaystyle d}. В этом случае {\displaystyle (n-1)/q=m(d/q)}, где {\displaystyle (d/q)} — целое. Следовательно {\displaystyle a^{(n-1)/q}=1{\pmod {p}}}, что невозможно. Поскольку {\displaystyle n-1=md=q^{k}R}, то {\displaystyle m} делится на {\displaystyle q^{k}}. Однако {\displaystyle m} должно делить число {\displaystyle p-1} Следовательно,{\displaystyle p=q^{k}r+1} при некотором {\displaystyle r}. Теорема доказана.

## Критерий Поклингтона
Пусть {\displaystyle n} — натуральное число. Пусть число {\displaystyle n-1} имеет простой делитель {\displaystyle q}, причем {\displaystyle q>{\sqrt {n}}-1}. Если найдётся такое целое число {\displaystyle a}, что выполняются следующие два условия:
1. {\displaystyle a^{n-1}\equiv 1{\pmod {n}}}
2. числа {\displaystyle n} и {\displaystyle a^{(n-1)/q}-1} взаимнопросты,

то {\displaystyle n} — простое число.

### Доказательство
Предположим, что {\displaystyle n} является составным числом. Тогда существует простое число {\displaystyle p} — делитель {\displaystyle n}, причем {\displaystyle p<{\sqrt {n}}}. Заметим, что {\displaystyle q>p-1}, следовательно {\displaystyle q} и {\displaystyle p-1} — взаимнопросты. Следовательно, существует некоторое целое число {\displaystyle u}, такое, что {\displaystyle uq\equiv 1{\pmod {p-1}}}.
Но в таком случае {\displaystyle a^{(n-1)/q}\equiv a^{uq(n-1)/q}=a^{u(n-1)}\equiv 1{\pmod {p}}} (в силу условия 1)). Но таким образом получено противоречие условию 2). Следовательно, {\displaystyle n} является простым числом.

## Область применимости
В отличие от теоремы Сэлфриджа, критерий Поклингтона не требует знания полного разложения числа {\displaystyle n-1} на простые сомножители и позволяет ограничиться частичной факторизацией числа {\displaystyle n-1}. Он подходит для проверки на простоту при условии, что {\displaystyle n-1} делится на простое число {\displaystyle q>{\sqrt {n}}-1}, а также если {\displaystyle q} можно найти и доказать его простоту.
Этот критерий является вероятностым только в том смысле, что случайно выбранное число {\displaystyle a} может либо удовлетворять условию НОД {\displaystyle (a^{(n-1)/q}-1,n)=1}, либо не удовлетворять ему. Если {\displaystyle n=RF+1} — нечетное простое число, {\displaystyle F>{\sqrt {n}}-1}, {\displaystyle F=q_{1}^{\alpha _{1}}q_{2}^{\alpha _{2}}...q_{k}^{\alpha _{k}},} НОД {\displaystyle (R,F)=1} то для случайно выбранного числа {\displaystyle 1<a<n} эта вероятность есть {\displaystyle \prod _{i=1}^{k}(1-{\frac {1}{q_{i}}})}. Однако, как только найдено такое {\displaystyle a}, критерий доказывает, что {\displaystyle n} — простое число. В отличие от вероятностных тестов (таких, например, как тест Миллера-Рабина, тест Соловея-Штрассена и др.) заключение теста Поклингтона — вполне определённое.
Наибольшей трудностью связанной с использованием данного критерия может являться необходимость нахождения простого делителя числа {\displaystyle n-1}, что может свестись на практике к полной факторизации. Нахождение подходящего {\displaystyle a} — менее сложная задача. Согласно Нилу Коблицу, значение {\displaystyle a=2} часто подходит для проверки критерием Поклингтона.

## Оценка вычислительной сложности
Хотя тест Поклингтона и позволяет доказать лишь то, что число {\displaystyle n} является простым при верно выбранном {\displaystyle a}, можно оценить его алгоритмическую сложность в предположении, что мы выбрали его верно. Вычислительная сложность теста будет складываться из сложности факторизации числа {\displaystyle n} и числа {\displaystyle a^{(n-1)/q}-1}. При использовании алгоритмов факторизации с субэкспоненциальной сложностью её можно ограничить сверху величиной {\displaystyle L_{a^{n}}[\alpha ,c]} обозначенной в L-нотации, где {\displaystyle \alpha } и {\displaystyle c} зависят от выбора алгоритма факторизации.

## Пример
Докажем, что число {\displaystyle n=31} является простым. Найдём простой делитель числа {\displaystyle n-1}, то есть 30. Им является {\displaystyle q=5}, причём {\displaystyle 5>{\sqrt {31}}-1}. Число a=2 удовлетворяет обоим критериям:
1. {\displaystyle 2^{30}\equiv 1{\pmod {31}}}
2. числа {\displaystyle 31} и {\displaystyle 2^{(31-1)/5}-1} взаимнопросты,

Следовательно число 31 простое по критерию Поклингтона

## Частные случаи
Частным случаем критерия Поклингтона является теорема Прота, являющаяся тестом простоты для чисел Прота {\displaystyle n=2^{k}R+1}, где {\displaystyle R} — нечётно и{\displaystyle R<2^{k}}. Она имеет следующий вид:
Пусть {\displaystyle n=2^{k}R+1}, где {\displaystyle R<2^{k}}, {\displaystyle Z<2^{k}+1}, и {\displaystyle Z} не делит {\displaystyle R}. Тогда {\displaystyle n} — простое число в том и только в том случае, если выполняется условие {\displaystyle Z^{(n-1)/2}=-1{\pmod {n}}}.